# 大澤ちほ
大澤 ちほ（おおさわ ちほ、女性、1992年2月10日 - ）は、日本の元アイスホッケー選手。現役当時は道路建設ペリグリンに所属していた。ポジションはFW（ライトウィング）。日本代表選手として冬季オリンピック3大会（2014年ソチ、2018年平昌、2022年北京）に出場している。

## 来歴
北海道苫小牧市出身。父は元アイスホッケー日本代表の大澤広利で親子二代のアイスホッケー選手。弟もU-18およびU-20日本代表に選出されている。6歳のとき、苫小牧東小学校同好会で競技を始めた。中学入学後、トヨタシグナスに入団。苫小牧東高校2年生のとき、三星ダイトーペリグリン（現：道路建設ペリグリン）に移籍。
2008年のバンクーバーオリンピック予選に高校2年で日本代表入りしたが、本戦の切符を逸した。
2010年4月に苫小牧駒澤大学に進学。2011年アジア冬季競技大会（カザフスタン・アルマトイ）で銀メダルを獲得。2013年2月にスロバキアのポプラトで行われたソチオリンピック世界最終予選では、チーム主将としてチームを牽引し、五輪出場権獲得に貢献した。大学を卒業後2014年4月からダイナックスに入社した。
2015年6月からアメリカ合衆国のデトロイトに渡り、1年間「ビクトリーホンダ」に所属した。
2017年2月に苫小牧市で行われた平昌オリンピック最終予選で3戦全勝で切符を手に入れた。
2022年8月1日、ツイッターで現役引退を表明。

## エピソード
代表選手の試合や練習はいつも苦しいものだと思っていたという。しかし2012年2月から代表コーチを務めるカーラ・マクラウド（元カナダ代表）から「楽しめ」とアドバイスを受ける。大澤は練習中から笑うように心がけ、「いい雰囲気で試合ができて良かったです」と述べている。アイスホッケー女子代表のニックネームは選手全員の話し合いで「スマイルジャパン」にしたという。